# Cannara
Cannara és una ciutat i comune (municipi) de la província de Perusa, a la regió italiana d'Úmbria, al riu Topino. Està 7 km a l'oest de Spello i a 9 km al nord de Bevagna. L'1 de gener de 2018 tenia 4.337 habitants.
Es tracta d'un municipi agrícola de poca importància: el seu negoci principal és el cultiu de blat i ceba. La seva estació de ferrocarril s'utilitza per a la càrrega i no serveix als passatgers.
Cannara és una ciutat medieval, recent segons els estàndards de la regió, ja que el lloc estava sota l'aigua del llac Clitorius que va cobrir gran part de la zona entre Bastia Umbra i Foligno, i només va ser drenada a l'edat mitjana. En qualsevol cas, Cannara es menciona per primera vegada el 1170 com insula Cannaio ("l'illa de Cannaio"); el llac encara no havia estat completament drenat.

## Llocs d'interès
Els seus principals monuments són un nombre de petites esglésies; la més important és l'Església de la Buona Morte (també coneguda com l'estigma de Sant Francesc), que pot estar associada a la fundació del Tercer Orde per Sant Francesc de Assís.